# Scolobates rufiventris
Scolobates rufiventris är en stekelart som beskrevs av Ozols och Djanelidze 1966. Scolobates rufiventris ingår i släktet Scolobates och familjen brokparasitsteklar. Inga underarter finns listade i Catalogue of Life.